# Bistum Cheyenne
Das Bistum Cheyenne (lat.: Dioecesis Cheyennensis) ist eine in den Vereinigten Staaten gelegene römisch-katholische Diözese mit Sitz in Cheyenne. Es umfasst den ganzen Bundesstaat Wyoming und ist damit eines der wenigen Bistümer, dessen Grenzen deckungsgleich mit denen eines US-Bundesstaates sind.

## Geschichte
Papst Leo XIII. gründete das Bistum Cheyenne am 2. August 1887 aus Gebietsabtretungen des Bistums Omaha.

## Bischöfe von Cheyenne
- Maurice Francis Burke (9. August 1887 – 19. Juni 1893, dann Bischof von Saint Joseph)
- Thomas Mathias Lenihan (30. November 1896 – 15. Dezember 1901, gestorben)
- James John Keane (10. Juni 1902 – 11. August 1911, dann Erzbischof von Dubuque)
- Patrick Aloysius Alfons McGovern (19. Januar 1912 – 8. November 1951, gestorben)
- Hubert Michael Newell (8. November 1951 – 3. Januar 1978, zurückgetreten)
- Joseph Hubert Hart (25. April 1978 – 26. September 2001, zurückgetreten)
- David Ricken (26. September 2001 – 9. Juli 2008, dann Bischof von Green Bay)
- Paul Dennis Etienne, 19. Oktober 2009–4. Oktober 2016, dann Erzbischof von Anchorage
- Steven Biegler seit 16. März 2017